# Mosaic terra de la plaça Catalunya (Sant Boi de Llobregat)
La Plaça de Catalunya és una plaça pública que es troba al municipi de Sant Boi de Llobregat (Baix Llobregat). El paviment de la plaça inclou un mosaic obra d'Antoni Tàpies que figura inclòs en l'Inventari del Patrimoni Arquitectònic de Catalunya.

## Història
A la plaça de Catalunya se celebrà el 11/09/1976 la primera manifestació autoritzada de l'onze de setembre (Diada Nacional de Catalunya) després de la mort de Franco, pel fet de trobar-se enterrat a l'església parroquial de St. Baldiri, Rafael de Casanova, conseller en cap de Barcelona. En iniciar-se el procés d'urbanització de la plaça,l'any 1983 Antoni Tàpies creà un paviment en record d'aquest esdeveniment i dels primers moments de la transició. Per a la seva realització, Tàpies va comptar amb la col·laboració de J. Gardy Artigas.

## Descripció
L'obra de Tàpies consisteix en un mosaic ceràmic sobre el paviment de lloses blanques de la plaça. Les rajoles ceràmiques són de formes irregulars de mida mitjana, tot i que la majoria, rectangulars. Els colors són terrosos, de tons diversos es mouen entre el marró i el beige. De perfil irregular, inclou els traços gestuals característics de l'obra de l'artista, com també la inscripció "Setembre 1976"
En un altre punt de la Plaça Catalunya s'hi troba una estàtua dedicada a Oriol Martorell, obra de l'escultor Artur Aldomà Puig (1998), Oriol Martorell va dirigir el cant col·lectiu d'Els Segadors durant la celebració en aquesta plaça de la Diada de l'any 1976.